# Cité des Écoles
La cité des Écoles est une voie du 20e arrondissement de Paris, en France.

## Situation et accès
La cité des Écoles est une voie publique située dans le 20e arrondissement de Paris. Elle débute au 13, rue Orfila et se termine au 28, rue Villiers-de-l'Isle-Adam.

## Origine du nom

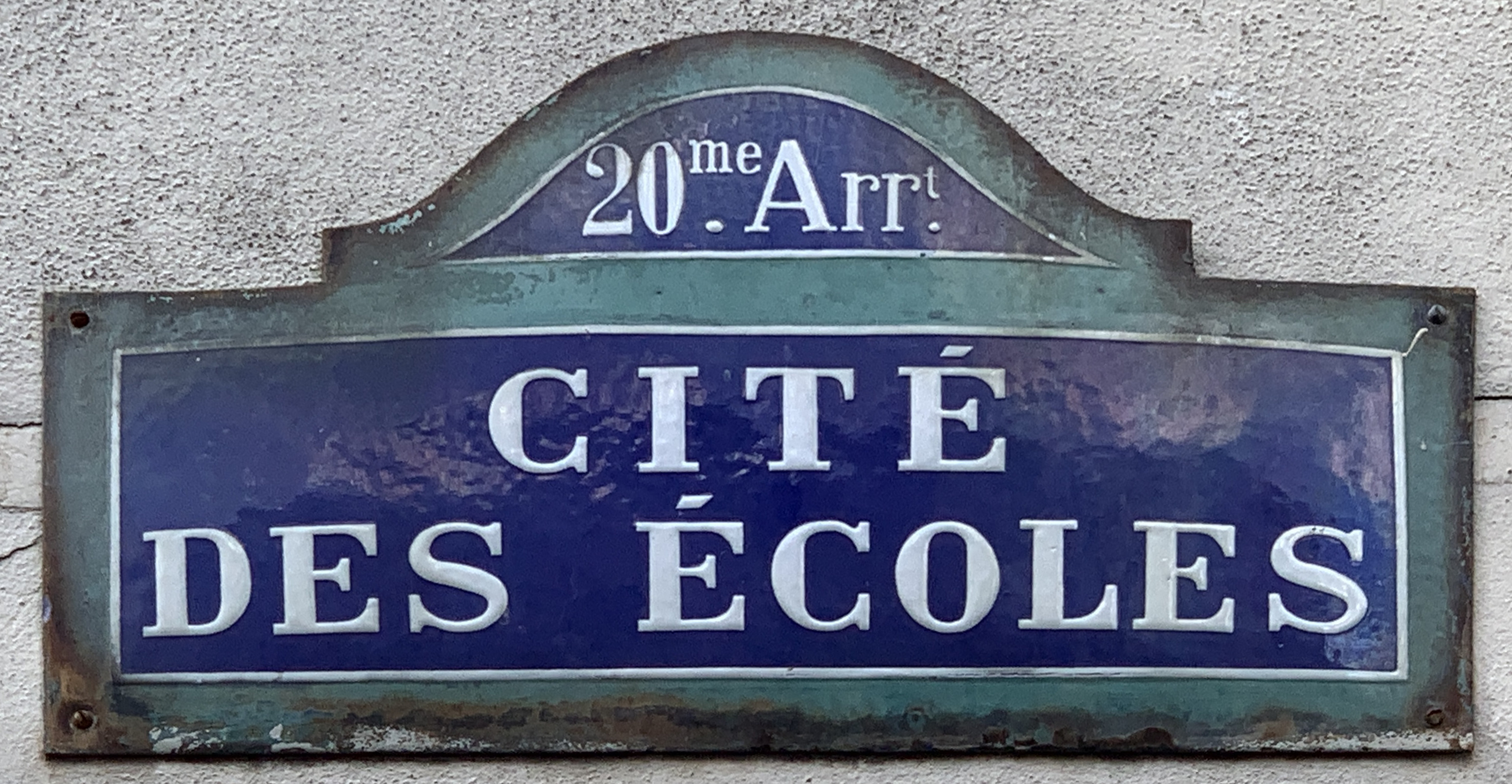
Plaque de la voie.

Elle tient son nom de son voisinage avec une école.

## Historique
Cette voie est classée dans la voirie parisienne par un arrêté municipal du 20 juillet 1992.